# Saint-Guiraud
Saint-Guiraud är en kommun i departementet Hérault i regionen Occitanien i södra Frankrike. Kommunen ligger i kantonen Gignac som tillhör arrondissementet Lodève. År 2022 hade Saint-Guiraud 273 invånare.

## Befolkningsutveckling
Antalet invånare i kommunen Saint-Guiraud
Referens:INSEE